# Détartrage

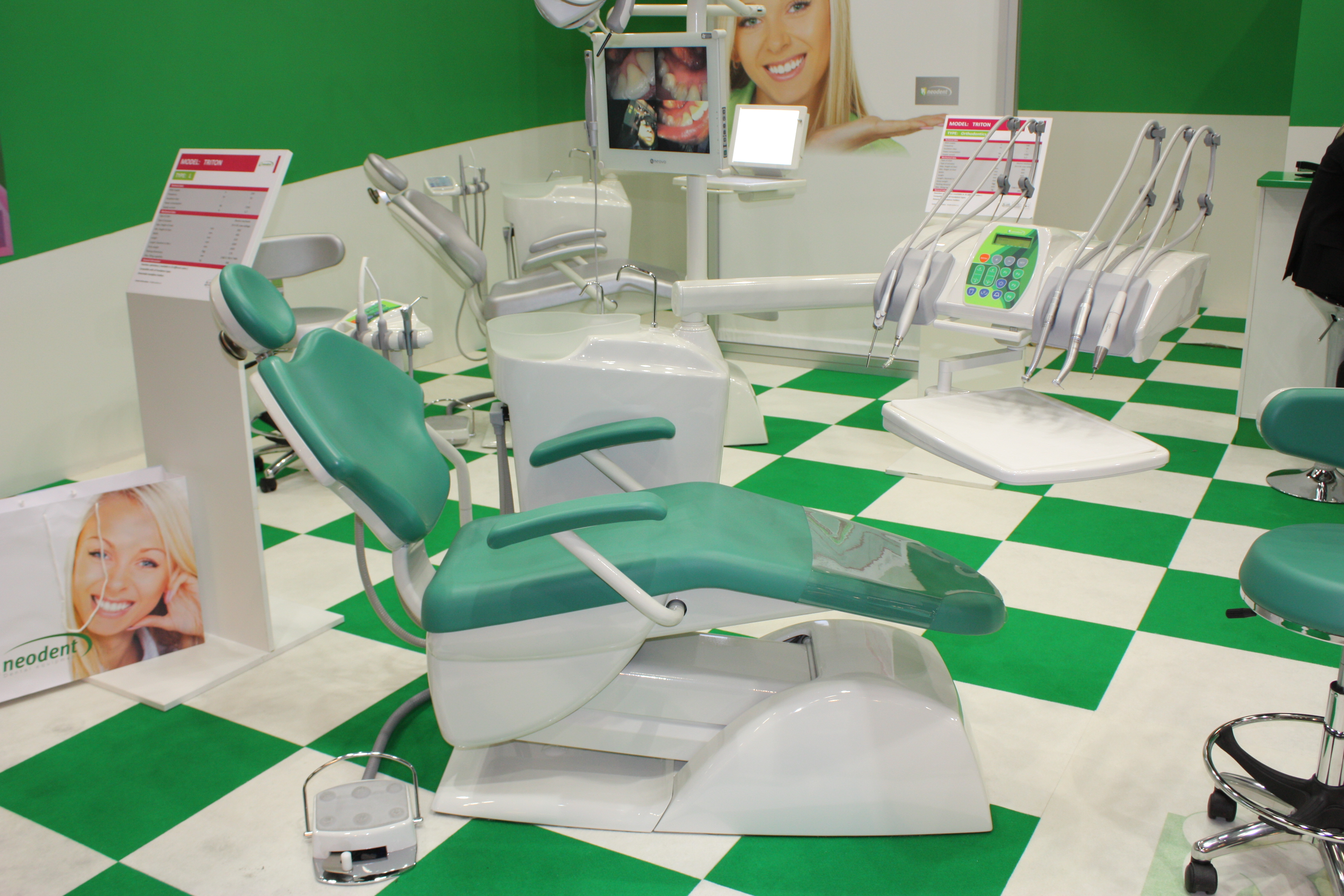
Cabinet dentaire, parmi les outils tout à droite on observe un outil de détartrage à ultrasons.

Le détartrage est l'action consistant à enlever le tartre qui s'est accumulé sur les dents.
Contrairement à la plaque dentaire, le tartre ne peut être éliminé avec une brosse à dents. En France, le détartrage peut être effectué par un dentiste, le détartrage étant une partie de l'odontologie (dentisterie). En Suisse et au Québec, il peut l'être aussi par un hygiéniste dentaire (non-médecin). C'est un élément essentiel de l'hygiène bucco-dentaire, permettant également de détecter une carie éventuelle.

## Séance de détartrage chez le dentiste ou l'hygiéniste dentaire

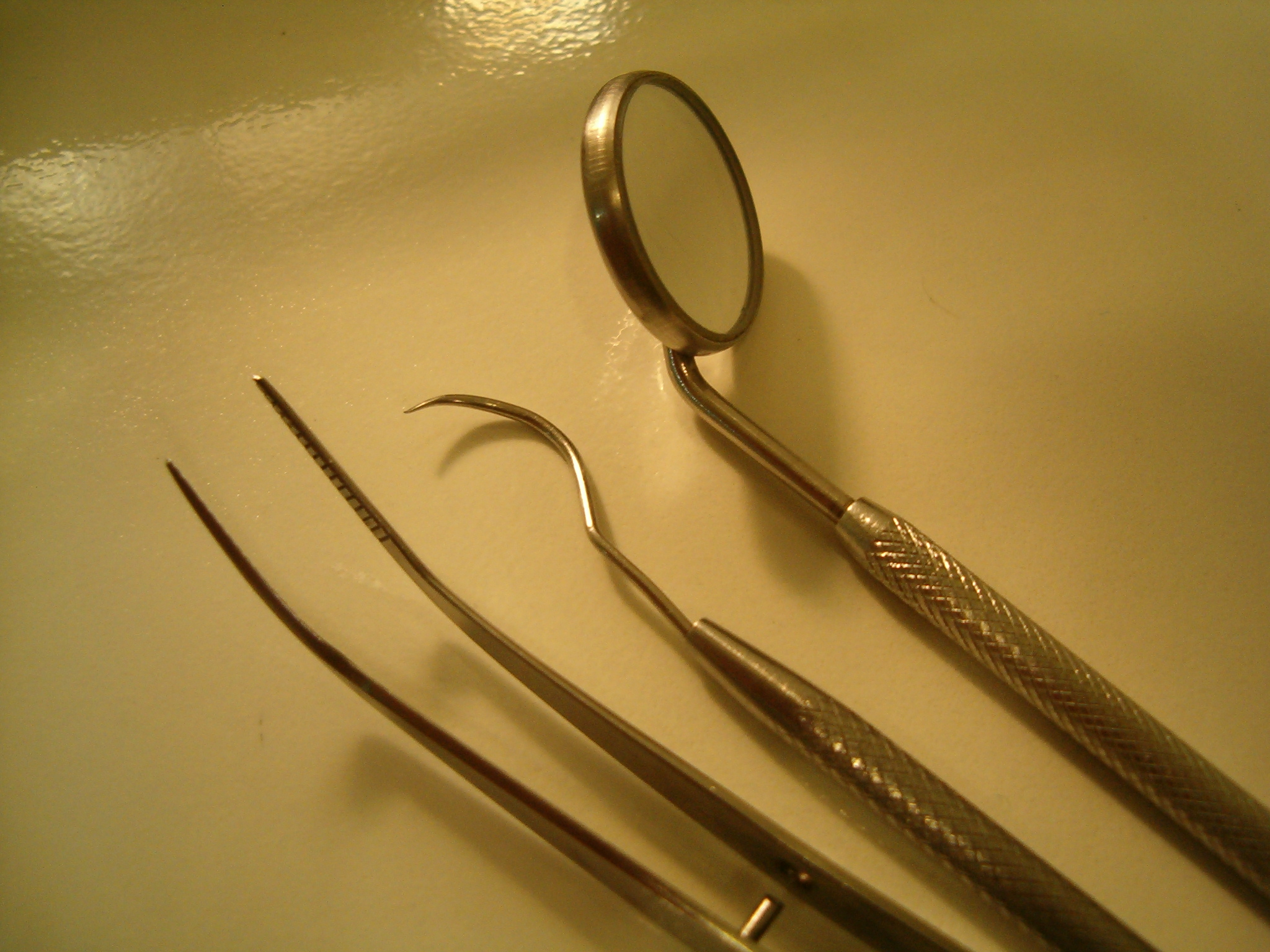
Curettes parodontales, sonde exploratrice dentaire et miroir.

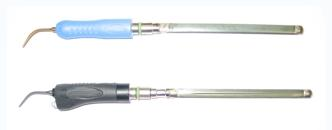
Outil de détartrage vibrant à ultrason.

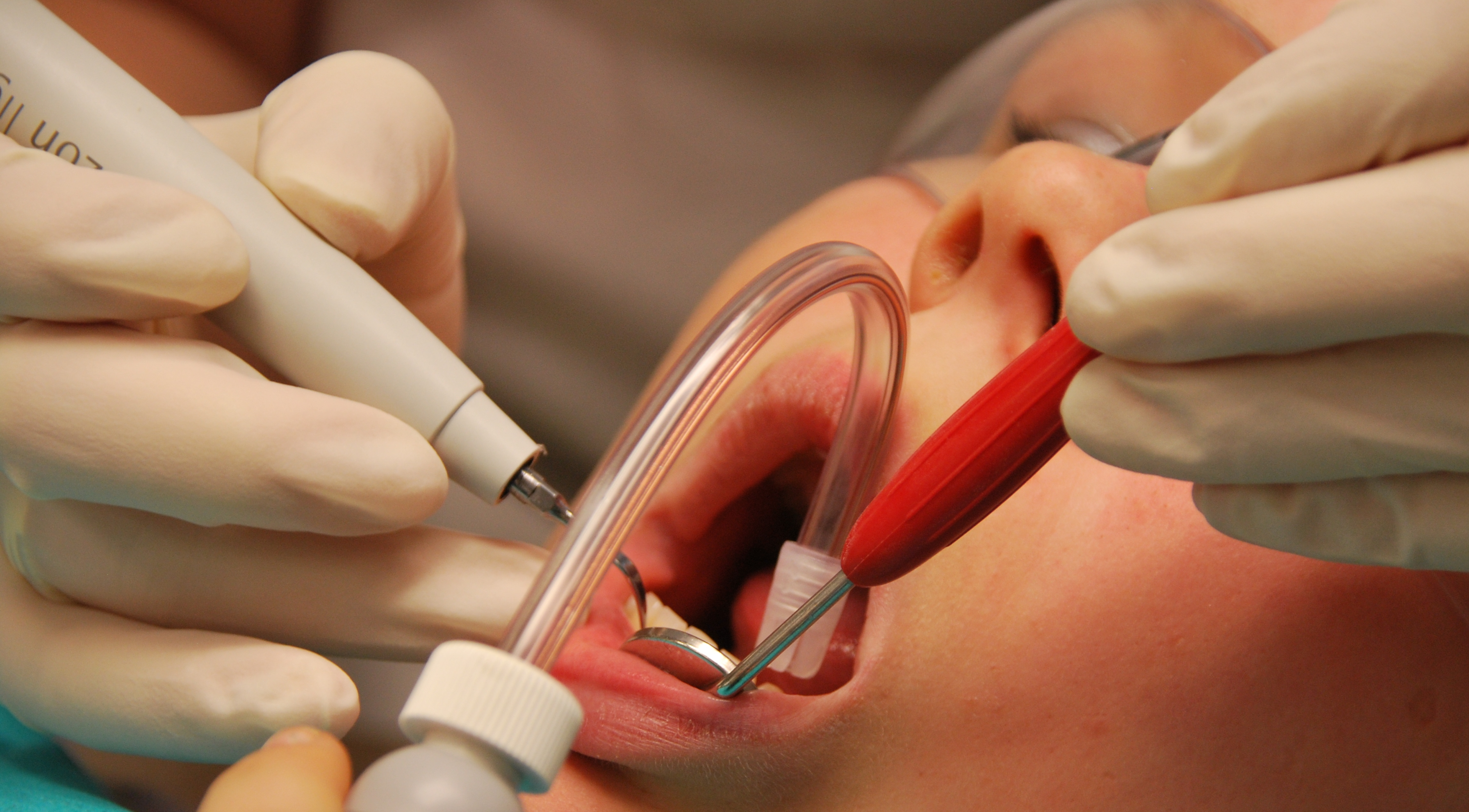
Détartrage aux ultrasons avec l'aide d'un miroir qui baisse la lèvre inférieure et aspirateur à salive.

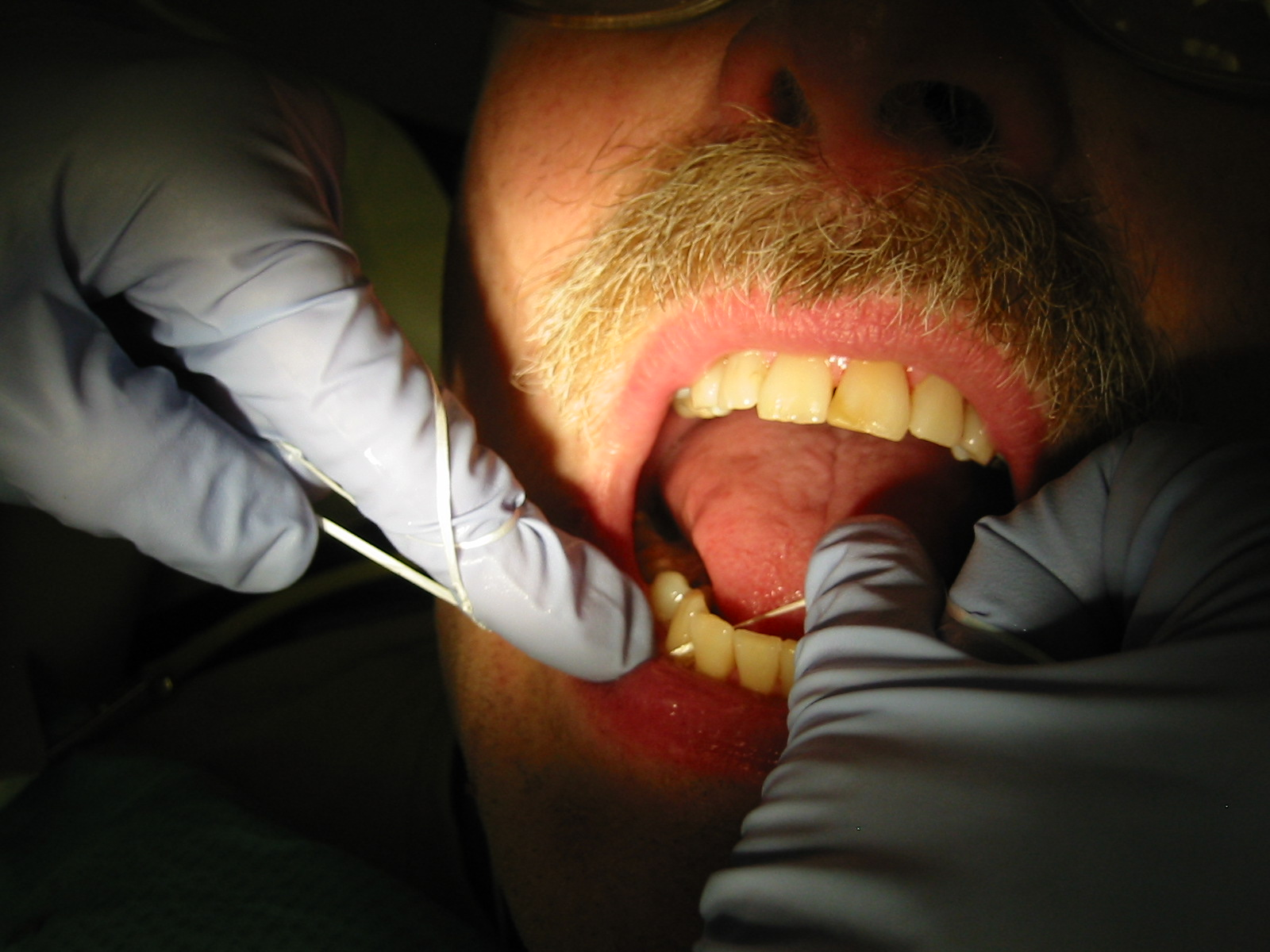
Détartrage interstitiel par passage d'un fil dentaire.

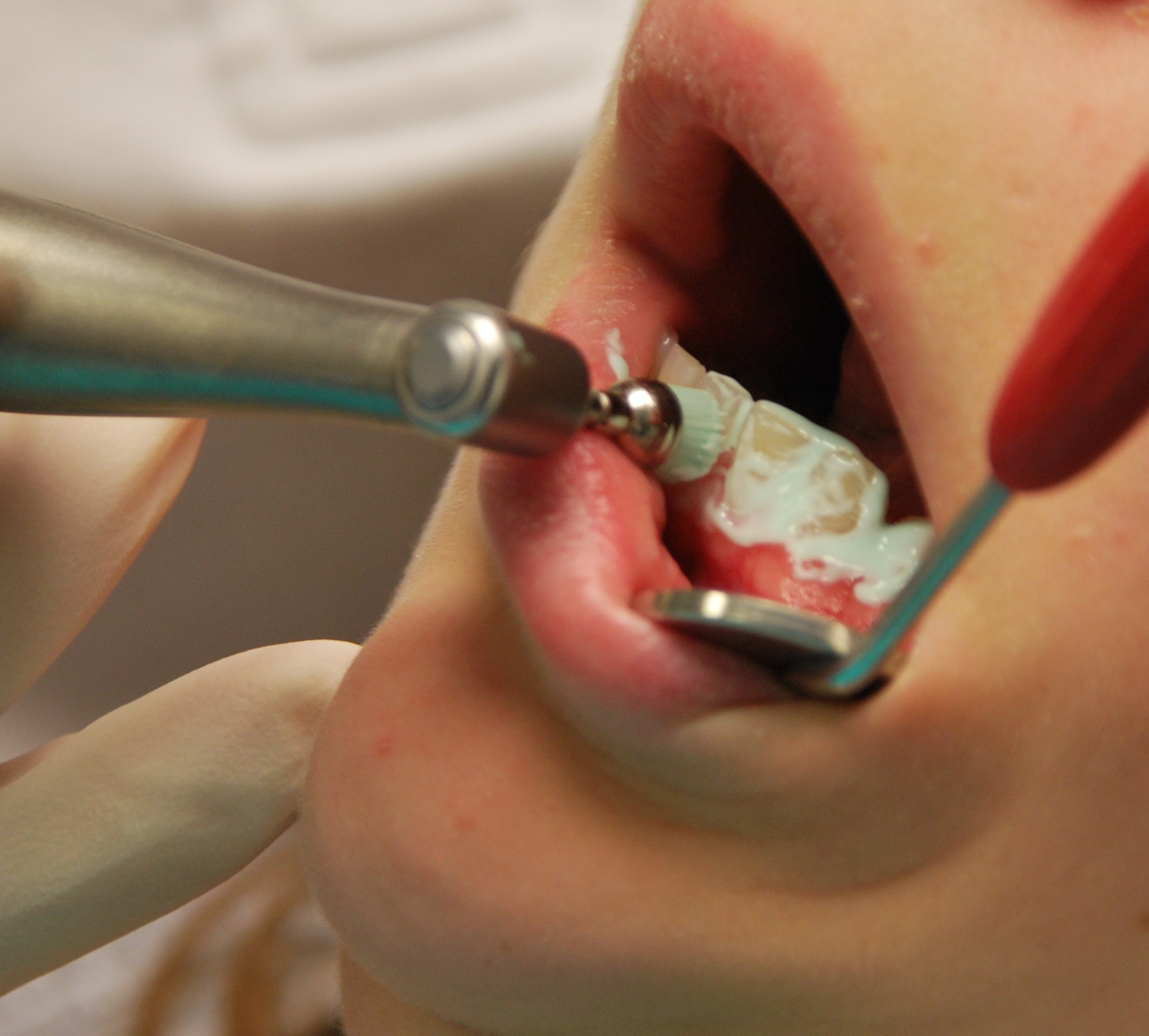
Polissage des dents à l'aide d'une pâte spéciale sur une brosse.

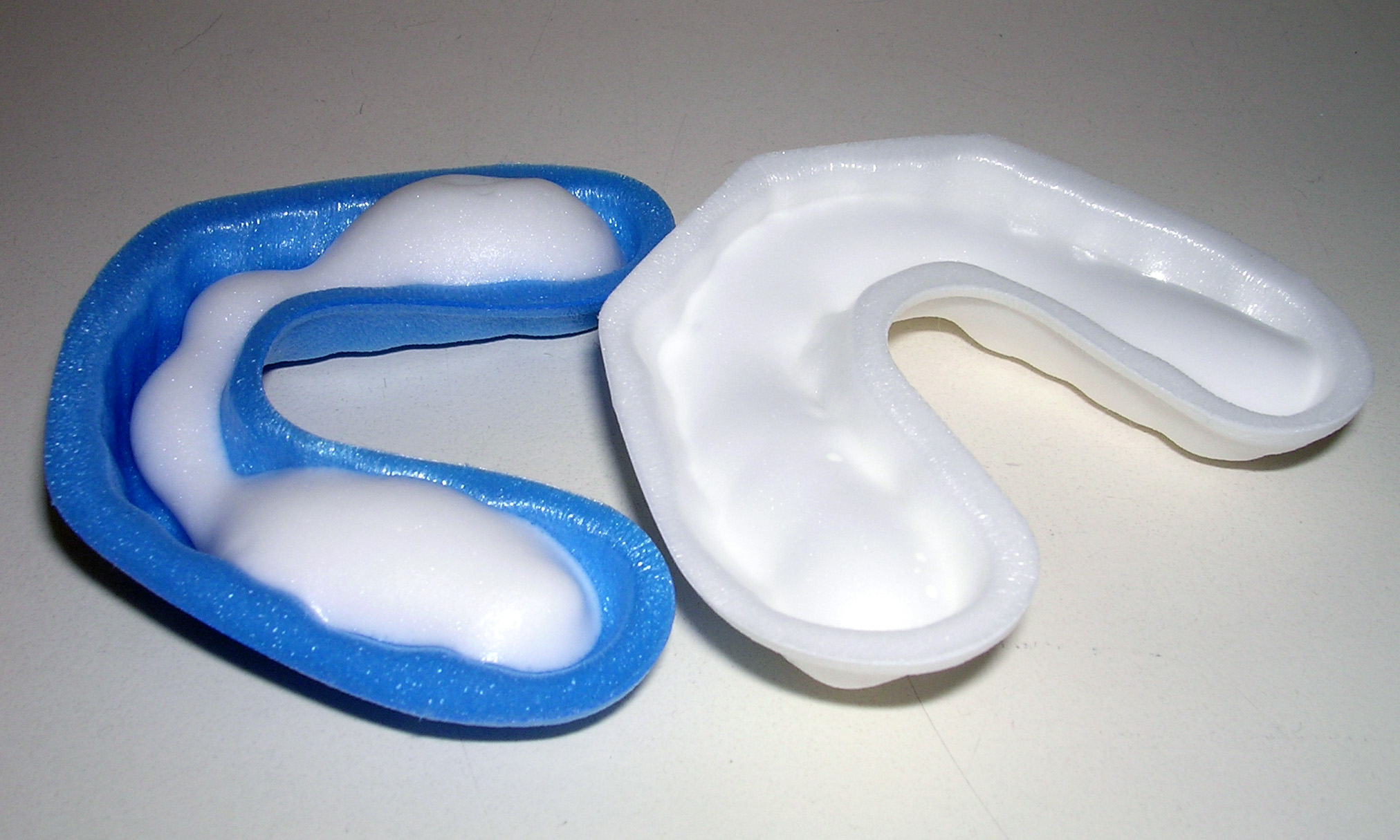
Gouttières contenant de la pâte reminéralisante au fluor.

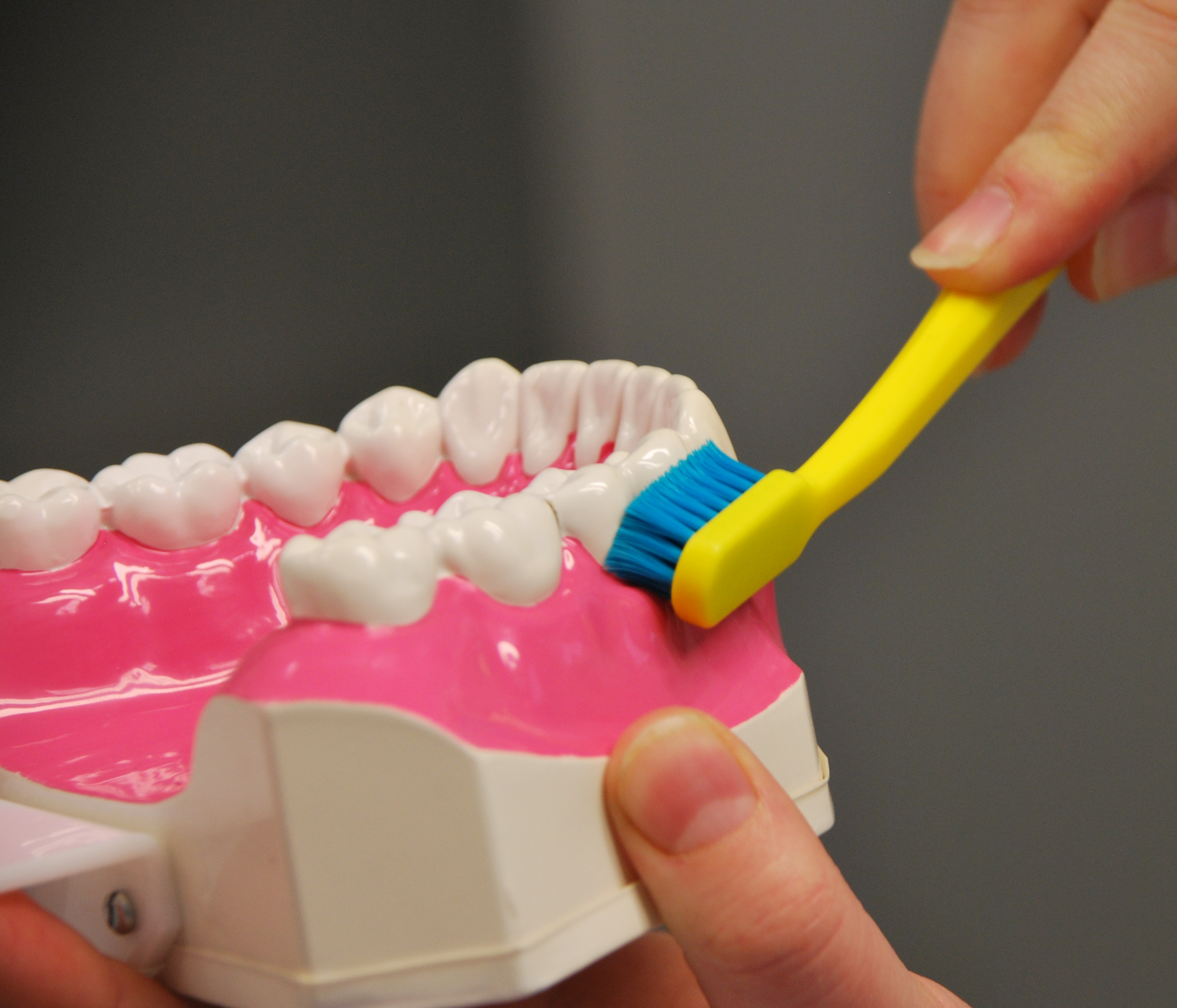
Explication des techniques de brossage des dents, on peut observer l'inclinaison de la brosse couvrant la naissance des gencives permettant d'éviter tout mouvement blessant la gencive.

### Contrôle de la parodontite
En prévention de la parodontite, la profondeur des poches gingivales (sulcus) est testée à l'aide d'une curette parodontale, au-delà de 2  à   2,5 mm une inquiétude est communiquée au patient et une stratégie d'action lui est proposée afin d'éviter l'apparition de poches parodontales. Une désinfection de la partie sous-gingivale est ensuite effectuée au moyen d'oxygène bactéricide.

### Moyens pour enlever le tartre

#### Ultrasons
Les ultrasons permettent d'effectuer le détartrage dentaire, et c'est le moyen le plus utilisé. C'est généralement indolore, selon la sensibilité du patient, et comporte très peu d'effets secondaires. Un fin embout métallique ou en céramique, vibrant à haute fréquence (de 25 kHz à plus de 40 kHz) est passé sur les surfaces dentaires recouvertes de tartre, ce qui permet le décollement de celui-ci.
Les appareils peuvent utiliser trois technologies différentes, associées à la cavitation, créatrice d'ondes de choc, et du fractionnement du tartre :
- la magnétostriction : vibration d'un insert métallique, sous l'effet d'un champ magnétique,
- la ferro-magnétostriction : technologie proche de la précédente, mais l'insert métallique est remplacé par un barreau de ferrite, qui vibrant plus lentement, permet un détartrage plus doux pour les patients,
- la piézoélectricité : vibration d'un insert mixte céramique - métal : la majorité des cabinets dentaires utilisent ces matériels, dits piézoélectriques[4].

De l'eau est constamment projetée, ce qui permet à la fois de refroidir le processus, d'éliminer les débris de tartre, et la salive. L'ensemble est éliminé par une aspiration simultanée.

#### Instruments mécaniques
Il existe différents instruments permettant d'enlever le tartre, appelés curettes parodontales. Ces curettes éliminent le tartre par grattage, en complément des ultrasons.

#### Sablage
La technique du sablage ou aéro-polissage, consiste en un jet d'eau chargée de fines particules de carbonate de calcium ou de glycine. Ce dernier est projeté directement sur les dents par l'intermédiaire d'une buse. Ce type de détartrage est totalement indolore, il sert particulièrement à éliminer les taches de couleur sur les dents.

### Niveaux de détartrage
- Détartrage supra-gingival (au-dessus de la gencive).
Élimination du tartre visible sur les dents.
- Détartrage sous-gingival (sous la gencive).
Élimination du tartre qui n'est pas visible, qui s'est formé sur la dent à l'intérieur du sulcus ou des poches parodontales. C'est ce tartre qui est le plus nocif pour les dents.

Le détartrage se poursuit par le passage d'un fil dentaire ou à la brossette interdentaire permettant le détartrage interstitiel.

### Polissage
Une séance de détartrage se clôt par le passage d'une polisseuse rotative enduite d'une pâte qui permet d'obtenir l'élimination des dernières taches et rugosités, suivi d'un rinçage de la bouche.

### Options
Le détartrage peut s'enchaîner sur une reminéralisation au fluor à l'aide d'une gouttière dentaire posée durant quelques minutes. Il est alors recommandé de ne pas manger et boire durant environ une demi-heure après la pose. Il peut également donner lieu à un rappel des techniques de brossage des dents ou à un contrôle de la minéralisation des dents à l'aide d'un détecteur de densité.

## Fréquence
La fréquence nécessaire de détartrage est très variable d'un individu à l'autre, selon la vitesse de formation du tartre, et la sensibilité aux maladies parodontales. Cette vitesse de formation dépend essentiellement de la qualité du brossage, mais aussi de facteurs spécifiques à l'individu (qualité de la salive, pH buccal, autres caractéristique physico-chimiques). La fréquence nécessaire de détartrage pourra varier de tous les 3 mois à plusieurs années.
Cependant, pour simplifier, on peut conseiller un détartrage environ une fois par an, en même temps qu'une visite de contrôle.
Le détartrage ne permet pas le blanchiment dentaire, il ne fait que supprimer le calcaire peu esthétique et pathogène qui recouvre l'organe dentaire.

## Conséquences d'une négligence
En cas de négligence de détartrage, on observe une hypersensibilité des gencives, entrainant des saignements gingivaux fréquents, c'est-à-dire une gingivite. Une récession gingivale peut également survenir, par exemple à cause d'un brossage excessif vers la dent en direction de la gencive. On observe également un déchaussement progressif des dents, qui entraîne leur perte avec le temps qui passe.

## Prévention
L'emploi de bicarbonate de soude (de type alimentaire) lors des brossages quotidiens (saupoudré sur le dentifrice ou seul), permet une élimination du tartre et de la plaque dentaire. Il prévient aussi les caries. Il permet, d'autre part, de polir l'émail et de blanchir les dents, par élimination des taches (nicotine, café, thé, etc.). C'est d'ailleurs un composant naturel de beaucoup de dentifrices, pour ses propriétés légèrement abrasives mais inoffensif pour l'émail dentaire et sa solubilité dans l'eau.
Son utilisation, seul, mélangé à de l'argile en poudre ou en supplément du dentifrice, à une périodicité d'une fois tous les dix jours est suffisante, selon les dentistes, et sans dommage en usage quotidien. Un contrôle régulier par un dentiste reste néanmoins conseillé.

## Précautions nécessaires
Le dentiste doit tant que possible protéger les muqueuses, gingivales notamment, utiliser un matériel bien désinfecté et tenir compte du fait que l'aérosol de détartrage peut contenir des microbes, éventuellement pathogènes, et notamment pour le détartrage ultrasonique qui propulse des microbes en quantité significative à importante, dans une zone de 30 cm autour de la bouche du patient, surtout en l'absence d'un bon dispositif d'aspiration buccale.
Il peut être conseillé une prophylaxie antibiotique pour prévenir le risque d'infection, avant ou quelques minutes après l'intervention de détartrage, mais un avis médical reste nécessaire (voir allergies/effets secondaires aux médicaments antibiotiques).